# C.R.E.A.M.
"C.R.E.A.M." (Cash Rules Everything Around Me) é uma música do grupo de hip hop Wu-Tang Clan, de seu álbum de estúdio de 1993, Enter the Wu-Tang (36 Chambers). A música foi produzida pelo líder do Wu-Tang Clan, RZA, e  foi lançada como single no início de 1994.
A revista Time classificou a canção como uma das 100 melhores de Hip Hop de Sempre.
About.com incluiu a canção na sua lista das 50 melhores de rap de todos os tempos.